# Føroyskir Radioamatørar
Die Føroyskir Radioamatørar (FRA), deutsch „Färöischer Amateurfunkverband“, wörtlich „Färöische Funkamateure“, ist die nationale Vereinigung der Funkamateure auf den Färöer.
Der im Jahr 1965 gegründete Verband hat seinen Sitz in Tórshavn, der Hauptstadt der Färöer. Die Klubstation befindet sich direkt an der Küste in der Straße Yviri við Strond 20 und hat das Amateurfunkrufzeichen OY6FRA.
Die FRA ist Mitglied in der International Amateur Radio Union (IARU Region 1), der internationalen Vereinigung von Amateurfunkverbänden, und vertritt dort die Interessen der Funkamateure des Landes. Ferner ist sie Mitglied der Nordic Radio Amateur Union (NRAU), dem Dachverband der Amateurfunkverbände der nordischen Länder.